# آلستون وایس
آلستون وایس (انگلیسی: Alston Wise; ۲۹ اکتبر ۱۹۰۴ – ۲۳ سپتامبر ۱۹۸۴) بازیکن هاکی روی یخ اهل کانادا بود.